# Mbalakh

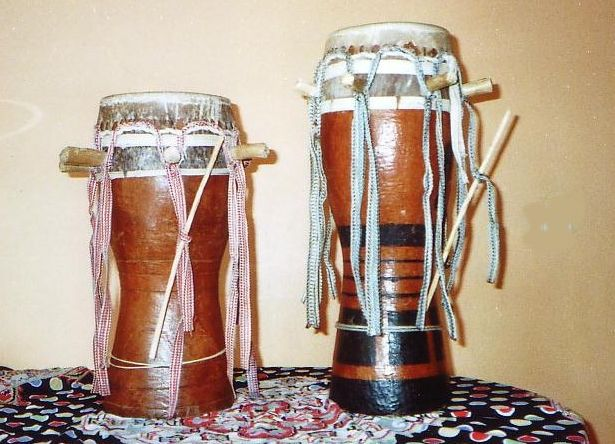
Dos sabars

L'mbalakh, o escrit més sovint sota la forma wòlof mbalax, és un gènere musical que s'ha imposat com a música nacional del Senegal i de Gàmbia. Es tracta d'una barreja musical que es creà a partir del njuup, una música tradicional religiosa del poble serer, i d'altres estils occidentals com ara el jazz, el blues o el rock durant els anys 70 al Senegal. Un dels instruments imprescindibles al mbalakh és el sabar, un tabal tradicional. Músics que han participat en la popularització de l'mbalakh a Occident són, per exemple, els cantants Youssou N'Dour, Ismaël Lô, o Cheikh Lô.